# داره‌لک
داره‌لک، روستایی از توابع بخش مرکزی شهرستان مهاباد در استان آذربایجان غربی ایران است.

## جمعیت
این روستا در دهستان مکریان غربی قرار دارد و براساس سرشماری مرکز آمار ایران در سال ۱۴۰۰، جمعیت آ٬ن۱۹۲۰ نفر (۴۸۰خانوار) بوده‌است.
زبان مردم این روستا کردی است و به لهجه موکریانی تکلم میکنند
اغلب مردم این روستا باغدار سیب و کشاورز هستند